# Могитич Роман Іванович (учитель)
Роман Іванович Моги́тич, також Моґе́тич, Моге́тич (27 листопада 1890, с. Княжолука — бл. 1956, Прага) — український народний учитель, автор театральних п'єс, поезій.

## Родина
Батько народного архітектора України Могитича Івана Романовича (1933–2006), дід архітектора-реставратора Могитича Романа Івановича (нар.1955).

## Творчий доробок

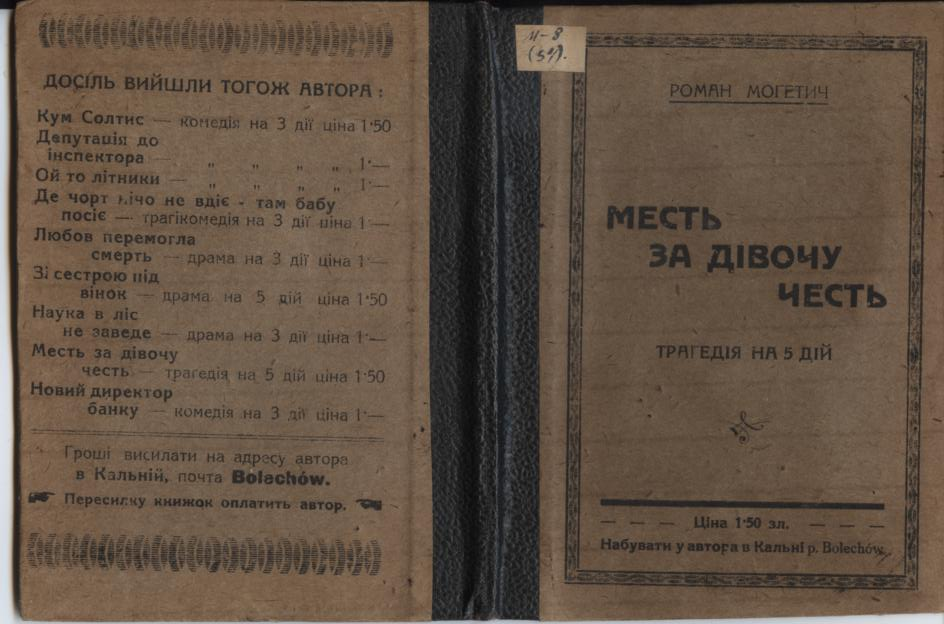
П’єси
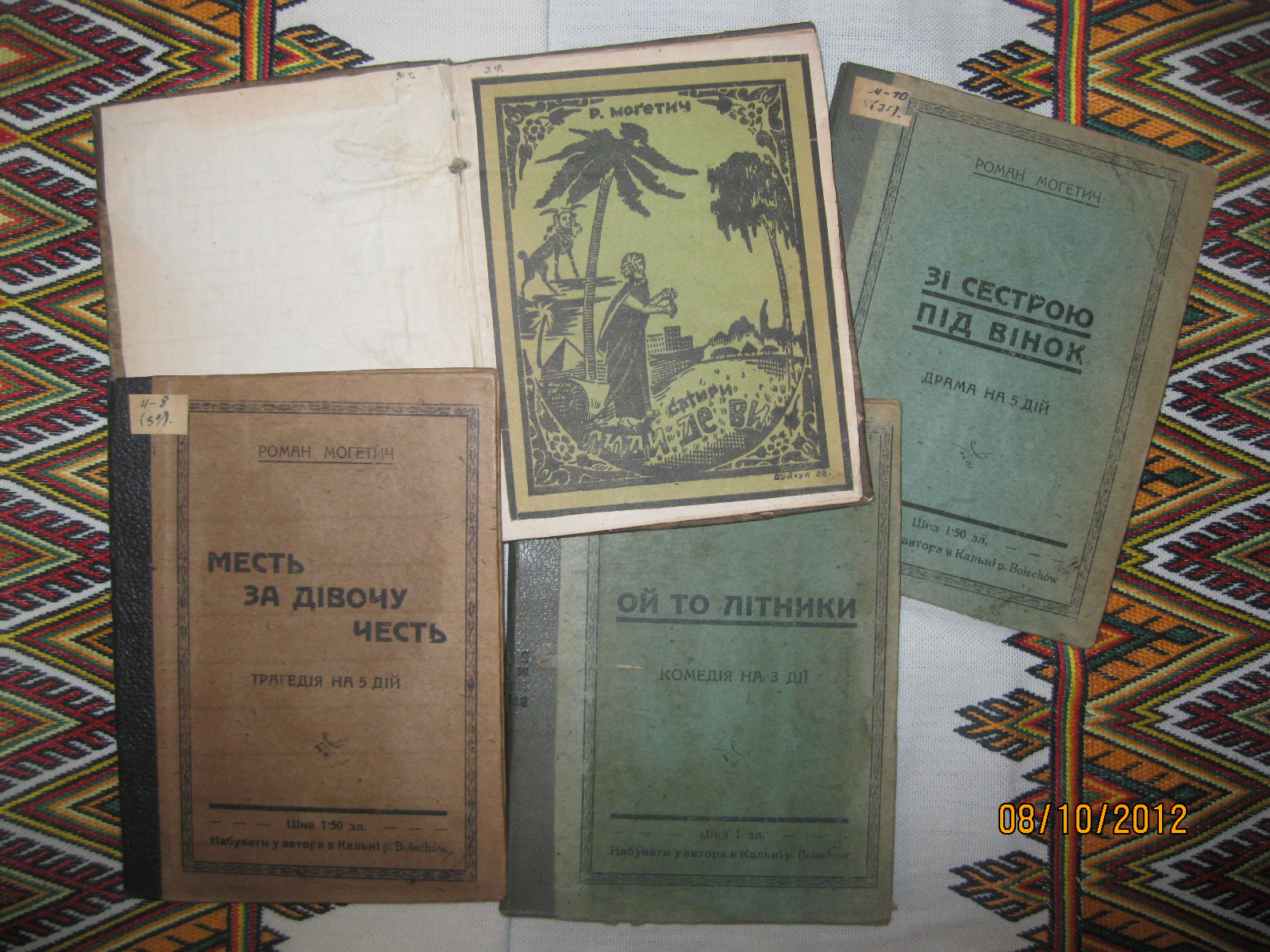
Окремі твори

Твори Романа Могитича:
- Кум Солтис, комедія на 3 дії основана на тлі виборів до нових громадських рад. Роман Могетич. 10 осіб[1]
- Депутація до інспектора, комедія на 3 дії
- Ой то літники, комедія на 3 дії
- Де чорт нічо не вдіє — там бабу посіє, трагікомедія на 3 дії
- Любов перемогла смерть — драма на 3 дії
- Зі сестрою під вінок — драма, на 5 дій
- Наука в ліс не заведе — драма на 3 дії
- Месть за дівочу честь — трагедія на 5 дій
- Новий директор банку — комедія на 3 дії

- П’єси
- Окремі твори

Рецензії на твори:
- Сергій Русович. За виховний репертуар. [Архівовано 9 липня 2016 у Wayback Machine.] Свобода, 1937, число 249, сторінка 2